# 田中美佐子
田中 美佐子（たなか みさこ、1959年〈昭和34年〉11月11日 - ）は、日本の女優。本名同じ。旧芸名は、田中美佐。島根県知夫郡（現：隠岐郡）西ノ島町出身。所属事務所は浅井企画→佐藤企画→ロートレック→ファザーズコーポレーション→独立。

## 来歴
島根県海士郡海士村（現：隠岐郡海士町）で兄2人と姉の4人兄姉の次女として誕生。県職員である父親の転勤に伴い、西ノ島町、西郷町（現：隠岐の島町）、松江市と転居を重ねる。松徳女学院高等学校（現：松徳学院高等学校）卒業後、東洋女子短期大学英語英文科に入学。在学中に劇団ひまわりに入団し、卒業後の1981年、TBSの緑山私塾からドラマ『想い出づくり。』でデビューを果たす。
1982年、『ダイアモンドは傷つかない』で映画初出演（主演）し、第6回日本アカデミー賞新人俳優賞を受賞。またこの時期にはキングレコードから歌手としてもデビューしている。その後、芸能活動を休止。
所属事務所の移籍先を1人で探した事もあり、その時相談に乗ったのが当時浅井企画で萩本欽一のチーフマネージャーだった佐藤宏榮である。佐藤の力添えで浅井企画へ移籍した後は女優業を再開し、確かな演技力で数々のドラマ、映画、舞台などへ出演。そして、佐藤が独立して佐藤企画を設立する際、田中も佐藤企画に移籍し、第一号タレントとなった。佐藤が独立後も業務提携の形で萩本のマネジメントをしている事もあり、田中の主演舞台の演出を萩本が何度も手掛けている。
1995年11月、元付き人で、お笑いコンビ・Take2として活動を始めたばかりの深沢邦之と結婚。深沢は田中より7歳年下であり、当時の収入も田中と比べるまでもない不安定さだったが、深沢の“普通”さを気に入り、田中からプロポーズをしたという。また当時の田中は35歳だったがその心境を「年齢的にヤバかった。36歳になったら、もう（結婚）できないって気がした」と明かしており、「相手は（深沢の相方の）東貴博でも良かったのだが、東はまったく女性として見てくれてなかった」とも語っている。東はこれに関して「（田中は）親分肌の人で、怖い」と述べている。当時年収1億円を誇り女優として存在が確立されていた田中と、月収10万円のお笑いタレントで年下でもある深沢との結婚を報じるワイドショーや週刊誌上ではその格差生活を危ぶむ声もあった。
2002年12月、女児を出産。それ以降数年は育児優先のために休業していたが、2005年10月に連続ドラマ『ブラザー☆ビート』で女優復帰してからは精力的に活躍している。
2012年9月16日放送の『大相撲秋場所－八日目－「関取訪問 隠岐の海」』では、同郷出身の隠岐の海歩が取り上げられたことからナレーションを務めた。
2019年9月末をもって長年所属した佐藤企画を退社し、ロートレックに移籍。
2023年6月7日、深沢との離婚を発表。
2024年12月、事務所ファザーズコーポレーションを退所し独立した。

## 人物
趣味は海釣り。好物はインスタントラーメン丼。
娘の成人式にはブルーノ・マーズに扮して登場した。
｢ぽかぽか｣の「目指せ300g 牛肉ぴったんこチャレンジ」のコーナーで見事2㎏の牛肉の塊から300gぴったりに切る事に成功した。因みに300gぴったりに切る事に成功した人物は2023年12月時点では田中ただ1人である。

## 出演

### テレビドラマ
- 大河ドラマ（NHK総合）
  - 獅子の時代（1980年） - 芸者 役（田中美佐名義）
  - 徳川家康（1983年） - 徳姫 役
  - 天地人（2009年） - お藤（おふじ） 役
- 走れ!熱血刑事 第9話「秀才ブルース」（1981年、テレビ朝日・勝プロ） - 新宮れいこ 役（田中美佐名義）
- ドラマ人間模様（NHK総合）
  - 夢千代日記（1981年） - 旅役者 役（田中美佐名義）
  - 新・事件 ドクター・ストップ（1982年9月12日 - 10月10日）
- 想い出づくり。（1981年、TBS） - 国枝妙子 役（田中美佐名義）
- 連続テレビ小説（NHK総合）
  - 本日も晴天なり（1981年） - 大原陽子 役
  - おしん（1984年） - 田倉（川部）道子 役
- ゴールデン洋画劇場 特別企画「リラックス〜松原克己の日常生活」（1982年11月13日、関西テレビ） - 内川美樹 役
- 火曜サスペンス劇場（日本テレビ）
  - 木に登る犬（1983年8月9日、三船プロダクション） - 井川真知子 役
  - 刑事の愛した女（1984年12月18日） - 主演
  - 白昼の囚人（1985年7月23日、スタッフアズバーズ） - 主演・小木曽啓子 役
  - 引き裂かれた夜（1988年7月5日、NTV映像センター）
- ザ・サスペンス「回転ドアの女 女の歓びを失った私 18才の夜が怖い!」（1984年3月24日、近藤照男プロダクション、TBS・原作：川内康範）
- 大奥 第42話「少女達の不良白書」（1984年、関西テレビ） - おきん 役
- 女ざかり（1984年、日本テレビ） - 吉村和美 役
- オアシスを求めて（1985年、NHK総合） - 倉石麗 役
- 大家族（1984年 - 1985年、TBS） - 里村節子 役
- 心はロンリー気持ちは「…」（1984年、フジテレビ） - マドンナ・咲子 役
- 暴れ九庵 第24話「汚れはしたものの」（1985年、関西テレビ・東宝） - お七 役
- 子供が見てるでしょ!（1985年、TBS） - 谷口友恵 役
- 特捜最前線 第432話「美人ヘッドハンターの完全犯罪!」（1985年、テレビ朝日・東映） - 庄司美樹 役
- イエスの方舟（1985年12月9日、TBS） - 早乙女ユキ 役
- お坊っチャマにはわかるまい!（1986年、TBS） - 岡村美樹 役
- 愛の嵐 第26話 - 最終話（1986年、東海テレビ制作・フジテレビ）[7] - 主演・三枝（大河原）ひかる 役
- 土曜ワイド劇場（テレビ朝日）
  - 迷探偵記者羽鳥雄太郎と駆け出し女刑事シリーズ3（1987年4月4日）
  - 女探偵 朝岡彩子（1999年11月13日） - 主演・朝岡彩子 役
  - 特別企画「殺意の涯て－広域指定188号の女」（2000年12月23日、ANN） - 主演・原田圭子 役
- 傑作時代劇「天下の御意見番罷り通る!彦左衛門外記」（1987年9月10日、テレビ朝日/東映）
- オヨビでない奴!（1987年、TBS） - 岡崎夏子 役
- 月10枠（関西テレビ制作・フジテレビ）
  - 夏樹静子サスペンス「死ぬよりつらい」（1987年5月18日） - 主演
  - 京都サスペンス
    - 石楠花の咲く寺（1987年11月30日、東映） - 礼子 役
    - 京都の祭りで人が死ぬ・鞍馬の火祭（1988年10月10日、東映）
    - 桜の寺殺人事件（1989年12月11日、東映） - 主演

  - 乱歩賞作家サスペンス「友よ、松江で」（1988年4月18日、東映） - 主演
  - 現代恐怖サスペンス「朱いドレス」（1988年8月8日） - 主演
  - 直木賞作家サスペンス「影の殺意」（1989年3月20日、東映） - 主演
  - 山村美紗サスペンス「京都恋の宿殺人事件」（1990年4月9日、東映） - 主演
  - 森村誠一サスペンス「喪中欠礼」（1990年8月20日、東映）
- 27才・LOVE気分（1988年、日本テレビ） - 恵美 役
- 土曜ドラマスペシャル「森村誠一の殺人環状線 結婚前夜の花嫁の奇妙な行動」（1988年9月3日、TBS） - 主演
- 金太十番勝負!（1988年、フジテレビ） - おきぬ 役
- ツヨシ、しっかりしなさい（1989年、日本テレビ） - 井川恵子 役
- ハートに火をつけて!（1989年、フジテレビ） - 浅井悦子 役
- 雨よりも優しく（1989年、TBS） - 青山有紀 役
- 予備校ブギ（1990年、TBS） - 小野雪 役
- 都会の森（1990年、TBS） - 片桐晶 役
- 結婚の理想と現実（1991年、フジテレビ） - 高野朝子 役
- 世にも奇妙な物語 （フジテレビ） 
  - 第2シリーズ「占いセット」（1991年4月11日） - 主演
  - 2006秋の特別編「家族会議」（2006年10月2日） - 主演・高野伊都子 役
- それでも家を買いました（1991年、TBS） - 山村浩子 役
- 月曜ドラマスペシャル（TBS）
  - 吉原悲恋-忍びの女-（1991年12月23日） - 主演・ゆう（薄雲太夫） 役
  - ひとさらい（1995年1月30日） - 主演・織原京子 役
- しあわせの決断（1992年、フジテレビ） - 池内初美・梓 役（二役）
- 眠れない夜をかぞえて（1992年、TBS） - 主演・石島倫子 役
- 十年愛（1992年、TBS） - 主演・谷青空 役
- 日曜はダメよ（1993年、日本テレビ） - 主演・森田風吹 役
- 禁断の果実（1994年、日本テレビ） - 主演・桑原陽子・伊武月子 役（二役）
- 私は貝になりたい（1994年、TBS） - 清水房江役
- セカンド・チャンス（1995年、TBS） - 主演・藤井春子 役
  - 帰ってきたセカンド・チャンス（1996年） - 主演・野田春子 役
- 新春ドラマスペシャル「素晴らしき家族旅行」（1996年1月3日、フジテレビ） - 主演・菊地幸子 役
- Age,35 恋しくて（1996年、フジテレビ） - 主演・島田朱美 役
- 智子と知子（1997年、TBS） - 主演・霧島智子 役
- 元旦特別企画・松本清張原作「天城越え」（1998年、TBS） - 主演・大塚ハナ 役
- ランデヴー（1998年、TBS） - 主演・田所朝子 役
- ママチャリ刑事（1999年、TBS） - 主演・小泉日向子 役
- 古畑任三郎3rd season　第34回「悲しき完全犯罪」（1999年、フジテレビ） - 小田嶋さくら 役
- OUT〜妻たちの犯罪〜（1999年、フジテレビ） - 主演・香取雅子 役
- ショカツ（2000年、関西テレビ制作・フジテレビ） - 九条彩乃 役
- リミット もしも、わが子が…（2000年、読売テレビ） - 澤松智永 役
- 松本清張特別企画・危険な斜面（2000年、TBS） - 主演・野崎利江 役
- ブラザー☆ビート（2005年、TBS） - 主演・桜井春恵 役
- 14才の母（2006年、日本テレビ） - 一ノ瀬加奈子 役
- マラソン（2007年、TBS） - 宮田晴江 役
- スワンの馬鹿! 〜こづかい3万円の恋〜（2007年、関西テレビ） - 諏訪野真澄 役
- 似顔絵捜査官（2008年、フジテレビ） - 主演・松原日向子 役 ※2015年3月28日放送
- アイシテル〜海容〜（2009年、日本テレビ） - 冨田葉子 役
- 椿山課長の七日間（2009年、テレビ朝日） - 佐伯知子 役
- 君たちに明日はない（2010年、NHK総合） - 芹沢陽子 役
- みぽりんのえくぼ（2010年8月28日、日本テレビ、24時間テレビ） - 石田夏音 役
- 金曜プレステージ（フジテレビ） 
  - 愛はみえる〜全盲夫婦に宿った小さな命（2010年9月3日） - 立松康子 役
  - 鬼女（2013年6月28日） - 岡部貴子 役
- 月曜ゴールデン（TBS）
  - 明日もまた生きていこう（2010年10月25日） - 横山静香 役
  - 私は屈しない〜特捜検察と戦った女性官僚と家族の465日（2011年1月31日、TBS） - 中井章子 役
  - 浅見光彦シリーズ32 天河伝説殺人事件（2013年2月25日、TBS） - 長原敏子 役
- 生まれる。（2011年、TBS） - 林田愛子 役
- アイシテル〜絆〜（2011年9月21日、日本テレビ） - 冨田葉子 役
- 激流〜私を憶えていますか?〜（2013年、NHK総合） - 小野寺裕子 役
- 水曜ミステリー9「嫌われ監察官 音無一六〜警察内部調査の鬼〜」（2013年12月18日 - 、テレビ東京） - 千住遼子 役
  - 嫌われ監察官 音無一六（2022年5月6日 - 6月17日 、テレビ東京）[8]
- 今夜は心だけ抱いて（2014年、NHK BSプレミアム） - 主演・浅生柊子 役
- 僕らプレイボーイズ 熟年探偵社 第1話（2015年7月17日、テレビ東京） - 三宮英子 役
- 伝七捕物帳（2016年5月13日 - 7月1日、NHK BSプレミアム） - お俊 役
  - 伝七捕物帳2（2017年8月4日 - 9月22日）
- 私 結婚できないんじゃなくて、しないんです 第9・最終話（2016年6月10日・6月17日、TBS） - 杉野由香里 役
- プレミアムドラマ「男の操」（2017年、NHK BSプレミアム） - 万田トクコ 役
- 獣になれない私たち（2018年10月10日 - 12月12日、日本テレビ） - 花井千春 役
- 日曜プライム「警視庁・捜査一課長スペシャル」（2019年1月6日、テレビ朝日） - 馬場呂亜 役
- きのう何食べた? 第2話・第3話・第8話・第11話（2019年4月13日・4月20日、5月25日、6月22日、テレビ東京） - 富永佳代子 役（第3話・第11話は友情出演の表記）
  - きのう何食べた? 正月スペシャル2020（2020年1月1日）
  - きのう何食べた? season2 第2話・第11話（2023年10月14日・12月16日）
- それぞれの断崖（2019年8月3日 - 9月21日、東海テレビ・フジテレビ） - 志方雪子 役
- 山村美紗トラベルミステリー 鉄道警察官 捜査ファイル（2020年3月15日、TBS） - 大河由香里 役[9]
- ほんとにあった怖い話「非常通報」（2022年8月20日、フジテレビ） - 如月郁恵 役
- 帰って来たぞよ! コタローは1人暮らし 第6話（2023年5月20日、テレビ朝日） - 美月の母・皐月 役
- マイ・セカンド・アオハル 最終話（2023年12月19日、TBS） - 折戸基子 役[10]
- 素晴らしき哉、先生!（2024年8月18日 - 10月6日、朝日放送テレビ・テレビ朝日） - 笹岡奈緒 役[11]
- 孤独のグルメ2024大晦日スペシャル 太平洋から日本海 五郎、北へ あの人たちの所まで。（2024年12月31日、テレビ東京） - 焼肉 吉美・女将 役[12]
- 対岸の家事〜これが、私の生きる道!〜（2025年4月1日 - 6月3日、TBS） - 坂上知美 役[13]

### 映画
- 男はつらいよ 寅次郎かもめ歌（1980年12月27日、松竹）
- ダイアモンドは傷つかない[1]（1982年、東映） - 主演・越屋弓子 役
- 丑三つの村（1983年、富士映画） - やすよ 役
- 地平線（1984年、松竹） - 藤木モモコ 役
- きみが輝くとき（1985年、東宝） - 浦野高子 役
- 鑓の権三（1986年、松竹） - 伴之丞妹・お雪 役
- 愛はクロスオーバー（1987年11月14日、東映） - 元木理恵 役
- べっぴんの町（1989年、東映） - 田村亜紀子 役
- 彼女が水着にきがえたら[1]（1989年6月10日、東宝） - 裕子 役
- 遥かなる甲子園（1990年、東宝） - 重森潤子 役
- 第1回欽ちゃんのシネマジャック「港」（1993年、東宝） - 下川美智代 役
- とられてたまるか!?（1994年、東宝） - 唯野ゆり子 役
- 東京★ざんすっ「ランニング・フリー」（2001年2月10日、東映） - 希の母親 役
- 彼らが本気で編むときは、（2017年、スールキートス） - フミコ 役[14]
- ミックス。（2017年、東宝） - 落合美佳 役
- We Love Television?（2017年、日活）
- 寝ても覚めても（2018年9月1日、ビターズ・エンド、エレファントハウス） - 岡崎栄子 役
- 糸（2020年、東宝） - 桐野春子 役[15]
- ひらいて（2021年、ショウゲート） - 新藤泉 役
- 劇場版 「きのう何食べた?」（2021年・東宝） - 富永佳代子 役
- 川っぺりムコリッタ（2022年、KADOKAWA） - 大橋 役

### 舞台
- 恋をしては悲しくて（1992年、演出：萩本欽一）
- 夢のまにまに（1993年、演出：萩本欽一）
- 夏を抱きしめたい（1994年、演出：萩本欽一）
- 花はなのこい恋（1995年、演出：高瀬久男）
- 真夏のサンタクロース（1996年、演出：高瀬久男）
- ピンクオクトパス（1997年、演出：足立信明）
- COLOR（1998年、演出：足立信明）
- 仇討物語 でんでん虫（2007年、演出：萩本欽一）
- あらん はらん しらん（2009年、演出：萩本欽一）
- おたふく物語（2016年9月、明治座） - おたか 役 [16]
- よみがえる明治座東京喜劇　第一部「こちとら大奥様だぜぃ!」（2021年1月 - 2月、明治座、演出：宅間孝行） - 主演・大奥様 役
- 中村雅俊芸能生活50周年記念公演『どこへ時が流れても～俺たちのジュークボックス～』（2024年6月2日 - 6月18日予定、明治座、演出：玉野和紀） - 特別出演[17][18]

### 吹き替え
- 風と共に去りぬ（2000年1月3日、テレビ東京版） - スカーレット・オハラ（ヴィヴィアン・リー） 役

### PV
- オフコース 「夏の日」（1984年）

### ウェブマガジン
- 大人の女性のためのトラベル・ウェブ・マガジン「旅色」伊豆箱根特集（2008年 - ）

### テレビ番組
- 所さんのただものではない（1986年、フジテレビ系）
- 一枚の写真（1986年、フジテレビ系）
- 欽きらリン530!!（1988年、日本テレビ系）
- 志村けんのだいじょうぶだぁ（フジテレビ系）
- クイズ!早くイッてよ（1989年、フジテレビ系） - 初代サブMC
- ビギニングチャチャ（1989年、日本テレビ系）
- ハッピーバースデー!（1999年、フジテレビ系）
- わいわいスポーツ塾（TBSテレビ系）
- 有吉ゼミ（日本テレビ系） - 「そうだ、漁師になろう」で、あばれる君と共演。
- チコちゃんに叱られる!（NHK総合）
- 釣りびと万歳（NHK BSプレミアム） - ナレーション
- バイキングMORE（2020年 - 2022年3月、フジテレビ系） - 木曜レギュラー
- ベスコングルメ（2024年8月25日、TBSテレビ系）（春日俊彰（オードリー）、レイザーラモンRG（レイザーラモン）と共演）[19]
- にっぽん縦断 こころ旅（2024年10月28日 - 11月1日・25日 - 29日、2025年3月31日 - 、NHK BSプレミアム4K） - ピンチランナー・旅人（2代目）

### CM
- 山一證券
- グリコ「カフェゼリー」（1983年）
- ライオン「植物派のJONA」（1983年）
- ユニ･チャーム「ソフィサラ」（1991年 - 1997年）
- 武田食品工業（現：ハウスウェルネスフーズ）「プラスV10（ブイテン）ドリンク」（1989年）
- ロート製薬「パンシロン」（1994年 - 2001年）
- アイフルホーム（1997年）
- 伊藤ハム「アルトバイエルン」（1999年 - 2000年）
- ヤクルト本社（2003年 - ）
- ライオン「植物物語 ハーブブレンド」（2005年） - 大塚愛、日向ななみ（当時：山内菜々）と共演
- ナリス化粧品
- ニッカウヰスキー
- 武田薬品「ルビーナ」（2007年）
- 小林製薬「薬用生葉」（2013年）
- UQコミュニケーションズ「UQモバイル」『シニア三姉妹』篇（2020年8月7日 - ） - 松坂慶子、大地真央と共演

## 著書
- 好き －私流恋愛作法－（1987年、講談社、ISBN 978-4061031036） トークエッセイ
- 淋しくないよ―自然に生きて普通にできたらいい（1991年、講談社、ISBN 978-4062056854） エッセイ
- 可愛い女でいたい（1994年、講談社、ISBN 978-4062068321） 写真集&エッセイ

## 音楽

### jelly beans
※2枚とも浅野ゆう子との2人組ユニット「jelly beans」としてリリースした作品。
| 発売日        | 面      | タイトル                               | 作詞     | 作曲    | 編曲            | 規格    | 規格品番  |
| 東芝EMI       | 東芝EMI | 東芝EMI                                | 東芝EMI  | 東芝EMI | 東芝EMI         | 東芝EMI | 東芝EMI   |
| ------------- | ------- | -------------------------------------- | -------- | ------- | --------------- | ------- | --------- |
| 1997年2月5日  | 1       | 嘘も本気でピュアなハートで             | 雨宮純   | 小倉良  | 小倉良 栗尾直樹 | 8cmCD   | TODT-3925 |
| 1997年2月5日  | 2       | BLUE                                   | 雨宮純   | 小倉良  | 小倉良 栗尾直樹 | 8cmCD   | TODT-3925 |
| 1997年2月5日  | 3       | 嘘も本気でピュアなハートで（カラオケ） | -        | 小倉良  | 小倉良 栗尾直樹 | 8cmCD   | TODT-3925 |
| 1997年7月30日 | 1       | DAY TO DAY                             | 森岡みか | 小倉良  | 小倉良 栗尾直樹 | 8cmCD   | TODT-3968 |
| 1997年7月30日 | 2       | GLORY 〜抱きしめられて輝くの〜         | 雨宮純   | 小倉良  | 小倉良 栗尾直樹 | 8cmCD   | TODT-3968 |
| 1997年7月30日 | 3       | DAY TO DAY（カラオケ）                 | -        | 小倉良  | 小倉良 栗尾直樹 | 8cmCD   | TODT-3968 |

### シングル
| 発売日         | 面             | タイトル             | 作詞           | 作曲           | 編曲           | 規格           | 規格品番       |
| キングレコード | キングレコード | キングレコード       | キングレコード | キングレコード | キングレコード | キングレコード | キングレコード |
| -------------- | -------------- | -------------------- | -------------- | -------------- | -------------- | -------------- | -------------- |
| 1983年10月5日  | A              | スペインへ行きたい   | 阿久悠         | 奥慶一         | 萩田光雄       | EP             | K07S-468       |
| 1983年10月5日  | B              | 希望という名のホテル | 阿久悠         | 芳野藤丸       | 奥慶一         | EP             | K07S-468       |

### アルバム
| 発売日         | アルバム | レーベル                                  | 規格           | 規格品番       |
| キングレコード | キングレコード | キングレコード                            | キングレコード | キングレコード |
| -------------- | --- | ----------------------------------------- | -------------- | -------------- |
| 1983年11月21日 | 夢売りのピエロ ※ 全作詞：阿久悠、注記以外編曲：萩田光雄 A面 1. 想い出よ（作曲：川口真） 2. シャム猫のララバイ（作曲：内藤孝敏） 3. 二人は踊った（作曲：大野克夫、編曲：戸塚修） 4. 20分40分天使がとんだ（作曲：芳野藤丸、編曲：奥慶一） 5. ボレロ・ENDLESS（作曲：奥慶一） B面 1. ガラスの情事（作曲：川口真） 2. スペインへ行きたい（作曲：奥慶一） 3. 冬のアパルトマン（作曲：内藤孝敏） 4. ファドが聴こえる（作曲：大野克夫、編曲：戸塚修） 5. 月とピエロ（作曲・編曲：奥慶一） | キングレコード                            | LP             | K28A-456       |
| 2014年3月12日  | 夢売りのピエロ ※ 全作詞：阿久悠、注記以外編曲：萩田光雄 A面 1. 想い出よ（作曲：川口真） 2. シャム猫のララバイ（作曲：内藤孝敏） 3. 二人は踊った（作曲：大野克夫、編曲：戸塚修） 4. 20分40分天使がとんだ（作曲：芳野藤丸、編曲：奥慶一） 5. ボレロ・ENDLESS（作曲：奥慶一） B面 1. ガラスの情事（作曲：川口真） 2. スペインへ行きたい（作曲：奥慶一） 3. 冬のアパルトマン（作曲：内藤孝敏） 4. ファドが聴こえる（作曲：大野克夫、編曲：戸塚修） 5. 月とピエロ（作曲・編曲：奥慶一） | ラグジュアリー歌謡/ X Tower to the People | CD             | NKCD-6660      |